# Le Temple (Gironda)
Le Temple es una comuna francesa situada en el departamento de Gironda, en la región de Nueva Aquitania. 

## Demografía
| 301 | 344 | 403 | 467 | 431 | 498 | 644 |
| Para los censos de 1962 a 1999 la población legal corresponde a la población sin duplicidades (Fuente: INSEE [Consultar]) |     |     |     |     |     |     |